# Médaille pour actes de courage, de dévouement et d'humanité
 (mars 2025).
Si vous disposez d'ouvrages ou d'articles de référence ou si vous connaissez des sites web de qualité traitant du thème abordé ici, merci de compléter l'article en donnant les références utiles à sa vérifiabilité et en les liant à la section « Notes et références ».
La médaille pour actes de courage, de dévouement et d’humanité a déjà existé dans la période hollandaise que connut la Belgique sous le Règne du Roi Guillaume de 1815 à 1830.
La Belgique indépendante poursuivit la promulgation selon la loi hollandaise puis institua son propre Arrêté Royal à partir de 1831.
Il existe une Société royale philanthropique des médaillés et décorés de Belgique pour actes de courage, de dévouement et d’humanité qui a été fondée en 1865. C'est la plus ancienne société patriotique de Belgique.